# Formula lui Binet
Formula lui Binet este o formulă matematică utilizată pentru a calcula al n-lea termen din șirul lui Fibonacci. A fost dezvoltată de matematicianul francez Jacques Philippe Marie Binet și este exprimată astfel:
{\displaystyle F_{n}={\frac {\varphi ^{n}-(-\varphi )^{-n}}{\sqrt {5}}}}
unde:
- {\displaystyle F_{n}} reprezintă al n-lea termen din șirul Fibonacci,
- {\displaystyle \varphi } este proporția aurea (21+5),
- {\displaystyle n} este poziția termenului în șirul Fibonacci.

Această formulă oferă o modalitate rapidă de a calcula un termen specific din șirul Fibonacci fără a fi nevoie să fie calculați toți termenii anteriori.